# Fransa Football Club
Le Fransa Football Club (en konkani et en hindi : फ्रांसा फुटबॉल क्लब), plus couramment abrégé en Fransa FC, est un ancien club indien de football disparu en 2006 et basé dans la ville de Nagoa, dans l'état de Goa.

## Historique
- Club fondé sous le nom de Pax of Nagoa
- 2002 : le club est renommé Fransa FC